# ФК Бери
ФК Бери (на английски: Bury Football Club) е футболен отбор от град Бери, Голям Манчестър. Клубът играе във Първа лига на английското първенство. Прякорът на отбора е „Дъ Шейкърс“ (the Shakers).

## История
Клубът е създаден през 1885 г., като през същата година е построен и клубният стадион с името Гиг Лейн. През 1889 г. ФК Бери се присъединява към Ланкашър Лийг, след което и към Първа дивизия на Футболната Лига. Там тимът се подвизава до 1912 г.

## Участия във ФА Къп
За пръв път ФК Бери участва за ФА Къп през 1900 година, когато на 21 април побеждават ФК Саутхямптън с 4:0 на стадион Кристъл Палас. Следващата по-изразителна победа е срещу Дарби Каунти с 6:0 и това е най-разгромният резултат, постиган във финал на ФА Къп.

## Местни дербита
Най-големият местен съперник на отбора е елитният Болтън Уондърърс, а също така има дербита и със ФК Стокпорт Каунти, ФК Рочдейл, ФК Олдъм Атлетик и полупрофесионалния ФК Радклиф Бъроу.